# Eisenbahn.exe Professional
Eisenbahn.exe (сокращ. «EEP») (полное название Eisenbahn.exe Professional, в России — Виртуальная железная дорога) — серия игр железнодорожного макетирования на ПК от Trend Redaktions- und Verlagsgesellschaft mbH. Серия состоит из версий от 1.0 до 16 Eisenbahn.exe Professional (EEP), а также предшественника Eisenbahn.exe european class. После выпуска, EEP получила плохую оценку в 20 % на AG.ru Переводом игры в России (вплоть до версии 4.0) занималась компания Акелла. Для версии 6.0 существует пользовательский перевод, основанный на локализации версии 4.0 (совместим с 5.0). С версии 7.0 игра перешла на новый движок, но по прежнему являлась неконкурентоспособной в плане графики и удобства/дизайна пользовательского интерфейса, так же в этой версии разработчики отказались от использования персонального формата 3d моделей с собственным редактором и стали использовать более продвинутый коммерческий трехмерный редактор Rhinoceros 3D, что позволило существенно упростить разработку пользовательских дополнений и увеличить детализацию 3d моделей для игры (до версии игры 7.0 это было трудно достижимо вследствие неудобного и плохо спроектированного редактора HOME NOSTRUKTOR).

## Сюжет
Как таковой сюжет в игре отсутствует (кроме режима планирования).

### Геймплей
Игра разделена на 3 части, непосредственное участие игрок принимает в двух из них:
- Топограф или 2D редактор (англ. Surveyor) позволяет игроку создавать свои собственные карты, а также открывает доступ к ранее созданным картам как самим игроком, так и поставляющимся сразу с игрой. Доступен полный контроль над созданием: прокладка железнодорожных путей, размещение объектов на карте и растительности, создание сценариев. Созданные карты хранятся в папке Resoursen\Anlagen.
- 3D вид. Именно в этой части собственно и происходит игра: пользователь управляет заранее расставленными пассажирскими поездами, грузовыми составами, отдельными локомотивами. Именно в этом режиме происходит добавление подвижного состава и его сцепка. На карте, в засимости от её проработанности и трудности, могут быть расположены системы поездной сигнализации, другие составы (управляемые при помощи скриптов), переезды и многие другие объекты железных дорог.
- Каталог доступен в обоих режимах игры. Функциональность списков каталога зависит от выбранного режима. В 2D виде функциональность более расширена, так как направлена на редактирование карты, а в 3D виде более упрощенная и содержит только списки подвижного состава и транспорта.

### Дополнительные инструменты
TexEx — встроенная программа, предназначенная для создания новых и редактирования существующих текстур для моделей с функцией замены участков текстур. Запускается через Меню игры в разделе: ред:.
PlanEx — специальная программа, позволяющая создавать и планировать путевое развитие на картах, используемых в игре. Программу можно приобрести на сайте разработчика (тут сноска на ссылку).
HOME NOSTRUKTOR (HN) — одна из важных программ, созданных разработчиками к игре. Она позволяет создавать свои модели, накладывать на них текстуру, писать анимацию. К сожалению, программа доступна только на немецком языке и очень трудна в освоении, но в новых версиях (от 8.0 и выше) используется более продвинутый редактор Rhino, который позволяет создавать более качественные модели за более короткие сроки.
DxTex — сторонняя программа, входящая в пакет DirectX SDK. Позволяет конвертировать текстуры формата *.bmp *.jpg *.png в формат *.dds с нужными настройками. Начиная с версии 8.0 более не используется для создания моделей.